# Mercure (balletto)
Mercure è un balletto in tre quadri del 1924; la musica è stata scritta da Erik Satie, la coreografia fu opera di Léonide Massine, le scene e i costumi di Pablo Picasso. Il balletto ha come sottotitolo Poses plastiques en trois tableaux.

## Storia
Il conte Étienne de Beaumont, raffinato mecenate e patrono di molte realizzazioni artistiche, creò, nel 1924, Les Soirées de Paris, una stagione teatrale di balletti nel tentativo di rivaleggiare con i Balletti russi di Djagilev; la sua iniziativa durò soltanto per meno di due mesi, dal 17 maggio al 30 giugno 1924.. Per attuare la sua impresa il conte coinvolse Jean Cocteau, ingaggiò Massine come coreografo e si affidò alla creatività di artisti come Picasso, Braque, Derain. La sua prima rappresentazione fu il balletto Salade su musiche di Milhaud al Théâtre de la Cigale di Montmartre che era stato affittato per la stagione.
All'inizio del 1924 Beaumont, memore dell'innovativa realizzazione attuata con Parade da Satie e Picasso, convocò i due artisti per un nuovo balletto che avrebbe dovuto avere il titolo di Les adventures de Mercure. Cocteau in questa occasione non era stato interpellato, ma tentò di prender parte alla realizzazione facendo pressione su Satie e su Picasso; il musicista da tempo, dopo Parade, era assillato dallo scrittore e se ne era lamentato in una lettera a Valentine Hugo, moglie del pittore suo amico. Probabilmente la scelta della figura di Mercurio, concordata tra Beaumont, Picasso e Satie, era stata anche una frecciata nei riguardi di Cocteau che si identificava con il dio al punto di travestirsi da Mercurio, con tanto di elmo alato, durante le feste in maschera parigine.
Il libretto dell'opera è attribuito a Massine, anche se l'intervento di Picasso ebbe un'importanza di rilievo; infatti le scene e i costumi di ispirazione cubista, realizzati dal pittore, sovrastarono completamente la coreografia originale di Massine. I movimenti creati per la danza, per quanto in linea con la stilizzazione richiesta dal lavoro, si rivelarono totalmente subordinati agli elementi di scena ideati da Picasso; queste strutture, essendo semoventi, si alternavano ai danzatori, creando confusione e rendendo inutile il lavoro dei ballerini spesso mascherati e spersonalizzati con figure di cartone..
Per richiesta di Massine, che aveva fretta di mettere in scena il lavoro, Satie compose velocemente la musica fra la fine di febbraio e il 17 aprile in versione per pianoforte; l'orchestrazione fu terminata un mese dopo, il 18 maggio. Essendo il balletto privo di trama, il musicista creò una partitura che aveva come riferimento solo le pose plastiche create da Picasso. Nel fare questo Satie fu costretto, durante la stesura, a cambiare e integrare più volte la partitura per adeguarsi ai disegni del pittore e alla fine la durata del balletto risultò raddoppiata rispetto agli otto minuti delle previsioni.
La prima ebbe luogo il 15 giugno del 1924 al Théâtre de la Cigale; oltre a Massine gli interpreti principali furono Vera Petrova e Nicholas Lissanevich. La direzione orchestrale fu affidata a Roger Désormière. La rappresentazione fu più volte disturbata e interrotta dagli interventi dei surrealisti che sostenevano Picasso e urlavano "abbasso Satie!"; i fan del musicista espressero vivacemente il loro sostegno; all'inizio del Secondo quadro si scatenò una bagarre che richiese l'intervento della polizia, i manifestanti furono allontanati e il balletto poté riprendere. L'unico, peraltro non invitato, che applaudì con entusiasmo a tutti i realizzatori fu Djagilev, nonostante Beaumont fosse un suo rivale. Il conte in seguito mise a disposizione dell'impresario tutto il materiale di Mercure e Djagilev realizzò il balletto il 2 giugno del 1927, ma anche questa volta con scarsi riscontri.

## Struttura e argomento
- Ouverture. Mouvement de marche

- Primo quadro
  - La nuit
  - Danse de tendresse
  - Signes du Zodiaque
  - Entrée et Final. Danse de Mercure

- Secondo quadro
  - Danse des Grâces
  - Bain des Grâces
  - Fuite de Mercure
  - Colère de Cerbère

- Terzo quadro
  - Polka des lettres
  - Nouvelle danse
  - Le chaos. Apparition du chaos
  - Finale. Rapt de Proserpine

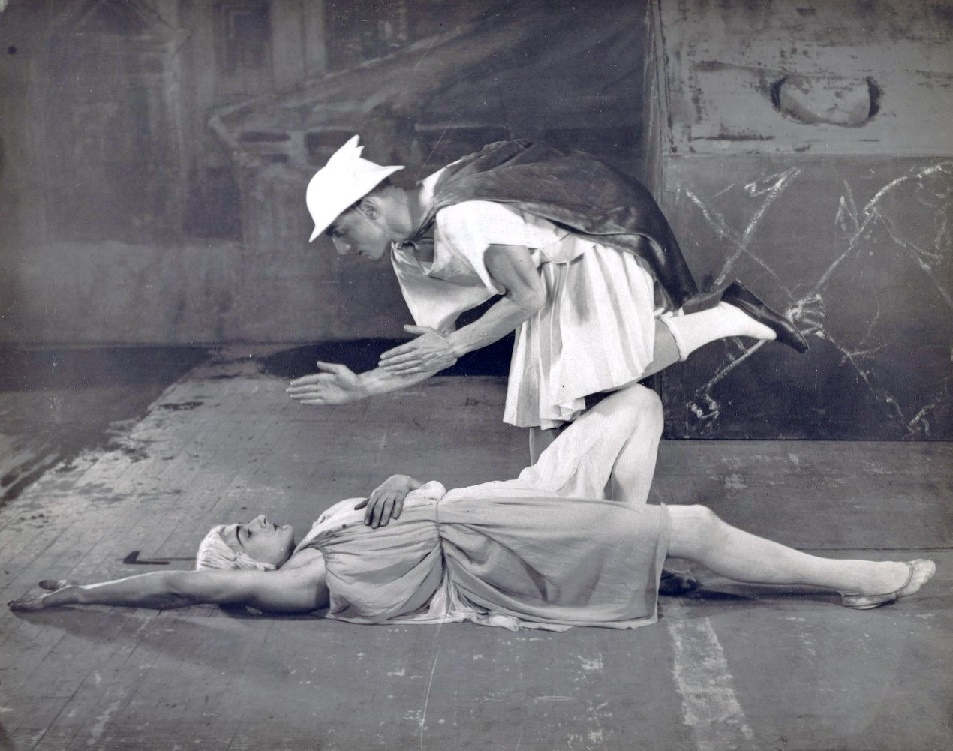
Massine nelle vesti di Mercurio

L'argomento del balletto si basa tutto sulla caratterizzazione ironica delle peculiarità delle figure appartenenti alla mitologia greco-romana, in particolare di Mercurio che passa dall'essere l'inviato degli dei a un esperto e bizzarro sciamano a colui che accompagna le anime dei defunti nell'oltretomba. Ai personaggi classici si affiancano burlescamente Pulcinella che suona la chitarra, Pierrot con un violino e una figura di filosofo, tutti nella visione dissacratoria di un teatro d'avanguardia.
Durante la notte Apollo e Venere amoreggiano; nel frattempo Mercurio circonda i due con i segni dello Zodiaco. Diventato improvvisamente geloso di Apollo, Mercurio lo uccide troncando il suo filo della vita, per poi rianimarlo. Nel secondo quadro le tre Grazie danzano, quindi fanno il bagno dopo essersi tolte le collane di perle. Mercurio ruba loro i gioielli e fugge, ma viene subito inseguito da Cerbero furioso. Nell'ultimo quadro Mercurio inventa l'alfabeto mentre partecipa a una festa di Bacco. Il Caos rapisce Proserpina su ordine di Plutone e con l'intervento di Mercurio. Nel finale Proserpina viene portata via su un carro.

## La musica
Veri protagonisti del balletto non furono le musiche di Satie, ma le scene e i costumi di Picasso. Il lavoro del musicista, come del resto quello di Massine, fu in tutto e per tutto subordinato alle idee del pittore, ma, a differenza del coreografo, Satie collaborò agevolmente con lui. Non avendo un libretto il compositore usò soltanto gli schizzi delle scene come riferimento. A lavoro finito la partitura risultò composta da dodici numeri strumentale che egli chiamò "istantanee musicali".
In Mercure Satie ha creato un'atmosfera da Music-hall con una musica ironica, volutamente un po' ingenua, in cui si possono trovare anche aspetti neoclassici e ritmi di cakewalk. I riferimenti irridenti alle varie divinità mitologiche sono sottolineati con arguzia dalle trovate musicali del compositore che affida al basso tuba il motivo dei Segni zodiacali, mentre l'aspetto comico-grottesco del Bain des Grâces (interpretate da ballerini maschi vestiti con maglie rosa e con enormi seni finti) è sottolineato dalla contrastante leggerezza e delicatezza del suono degli archi. Infine il Caos è realizzato musicalmente con una fusione di due motivi del balletto fortemente discordanti, la dolcezza della Nouvelle danse con la dinamica e brillante Polka che caratterizza la scoperta delle lettere dell'alfabeto. Pressato da Massine, il musicista, per velocizzare la scrittura della partitura, utilizzò, nella Danse de tendresse, un suo brano inedito del 1906, la Fuga-valzer che risaliva ai tempi dei suoi studi alla Schola cantorum.

## Organico orchestrale
Flauto, oboe, due clarinetti, fagotto, due corni, due trombe, trombone, basso tuba, percussioni, archi.